# Mount Fonda
Mount Fonda är ett berg i Antarktis. Det ligger i Västantarktis. Inget land gör anspråk på området. Toppen på Mount Fonda är 695 meter över havet.
Terrängen runt Mount Fonda är kuperad västerut, men österut är den platt. Trakten är obefolkad. Det finns inga samhällen i närheten.